# Концепція поліклімаксу
Концепція поліклімаксу (лат. poliklimaks), концепція, згідно з якою не можна вважати реальним припущення, що всі угруповання в даній кліматичній зоні прийдуть до одного і того ж клімаксу, незважаючи на все розмаїття фізичного середовища.
Поліклімакс (від полі … і клімакс), явище, при якому в одній географічній зоні сукцесія веде до цілого ряду чітко виражених угруповань в залежності від локальних умов середовища. Так, в наземних екосистемах виражені не тільки кліматичні, але і едафічні клімакси (наприклад, африканські дощові тропічні ліси). Термін запропонував Де Рітц (1930).  Р. Віттекер (1970) вважає поліклімакс синонімом поліклімаксу мозаїчного.